# خضير المرشدي
خضير وحيد حسين المرشدي هو عضو قيادة في حزب البعث العربي الاشتراكي العراقي والمتحدث الرسمي باسمه، عربي القومية شيعي المذهب، من أبناء مدينة الحلة في محافظة بابل جنوب بغداد.
ظهر في مقابلة على قناة العربية الحدث تحت اسم أمين عام الجبهة الوطنية والقومية والإسلامية في العراق، وهي كما يقول، تضم حزبه البعث وقوى محلية ذات طابع وطني ومثلها قومي وأخرى إسلامية، غير أن المراقبين يقدرون أن حزب البعث هو معظم سواد هذه الجبهة.
تأثر المرشدي بأفكار حزب البعث منذ صغره وأمضى عقوداً في صفوفه، ولم يغادره رغم سقوطه في العراق، وتناثر عناصره ونهاية عصره.
ومدينته الحلة شيعية بامتياز، وهي مركز محافظة بابل، وتقع على مسافة 100 كيلومتر جنوب بغداد، ويسكنها أكثر من نصف مليون إنسان بقليل، وفي هذه المدينة أمضى المرشدي معظم سنوات حياته، ولادة ونشأة، وعاد إليها طبيباً وكادراً بعثياً مخلصاً لحزبه.
وتقول بطاقته التعريفية إن اسمه خضير وحيد حسين المرشدي، وقد ولد في مدينة الحلة قبل ستين عاماً [متى؟]، وأنجب ثلاثة أبناء من زواجه.
أما في جانبه المهني، فهو طبيب اختص بأمراض الدم والأورام، ونال شهادته الجامعية بأول مرحلتين (البكالوريوس والماجستير) في جامعة الموصل، قبل أن يبتعث إلى الولايات المتحدة لنيل شهادة الدكتوراه في الطب.
وعند عودته إلى بلاده، اختار مدينته الأولى الحلة مقراً للإقامة والعمل عام 1986 لأربعة أعوام، لينقل بعدها إلى محافظة كربلاء لأربعة مثلها، ليعود إلى محافظته بابل لأربعة أعوام أخرى.
أما السنوات الخمس الأخيرة قبل الغزو الأمريكي للعراق وسقوط نظام صدام حسين، فكان محاضراً في جامعة بغداد، وما إن سقط النظام حتى استقر المرشدي في دمشق محاضراً في جامعتها لسنوات.
ومثل معظم أعضاء حزب البعث، كان للعمل السياسي مساحته الكبرى أمام الوظيفة المهنية، فاشتغل نقيباً للأطباء في بابل ستة أعوام، ونائباً لنقيب أطباء العراق خمس سنوات إلى حين سقوط البعث عام 2003.
أما سياسياً، فكما الإشارة السابقة إلى مركزه المتقدم في حزب البعث، كان عضواً في المجلس الوطني (البرلمان) بين عامي 1996 و2000.
ورغم أنه طبيب بالدرجة الأولى، فإن قانون اجتثاث البعث حرمه من وظيفته، مثله مثل مئات آلاف العاملين في الدولة من مدنيين وعسكريين، لينشغل عقب ذلك بالعمل السياسي المعارض، مستفيداً من الأمن الذي وفره نظام البعث في سوريا لقادة وأعضاء حزب البعث العراقي.

وطوال فترة نشاطه السياسي عقب 2003، لاحقته الحكومة العراقية بمذكرة اعتقال، فأوقفته السلطات اللبنانية، وطالبت بغداد بتسليمه، قبل أن يأمر القضاء اللبناني بإطلاق سراحه، بعد أن عجزت بغداد عن تفسير التهم الموجهة له، ولم تقدم دليلاً مقنعاً لتسليمه.